# Église Saint-Martin de Mesnil-Clinchamps
L'église Saint-Martin de Mesnil-Clinchamps est une église catholique située à Mesnil-Clinchamps, en France.

## Localisation
L'église est située dans le département français du Calvados, dans le bourg de Mesnil-Clinchamps.

## Historique
La construction de l'église date du XIIe - XIIIe siècle. L'édifice est largement remanié et agrandi entre 1640 et 1680 avec la construction de chapelles, d'un nouveau clocher et d'une sacristie.
Les bombardements de la bataille de Normandie détruisent les vitraux. Un vitrail représente en particulier le bombardement du 10 juin 1944.
La crypte de l'édifice est inscrite au titre des Monuments historiques depuis le 27 décembre 1974.

## Architecture et mobilier
L'église est bâtie en granit.

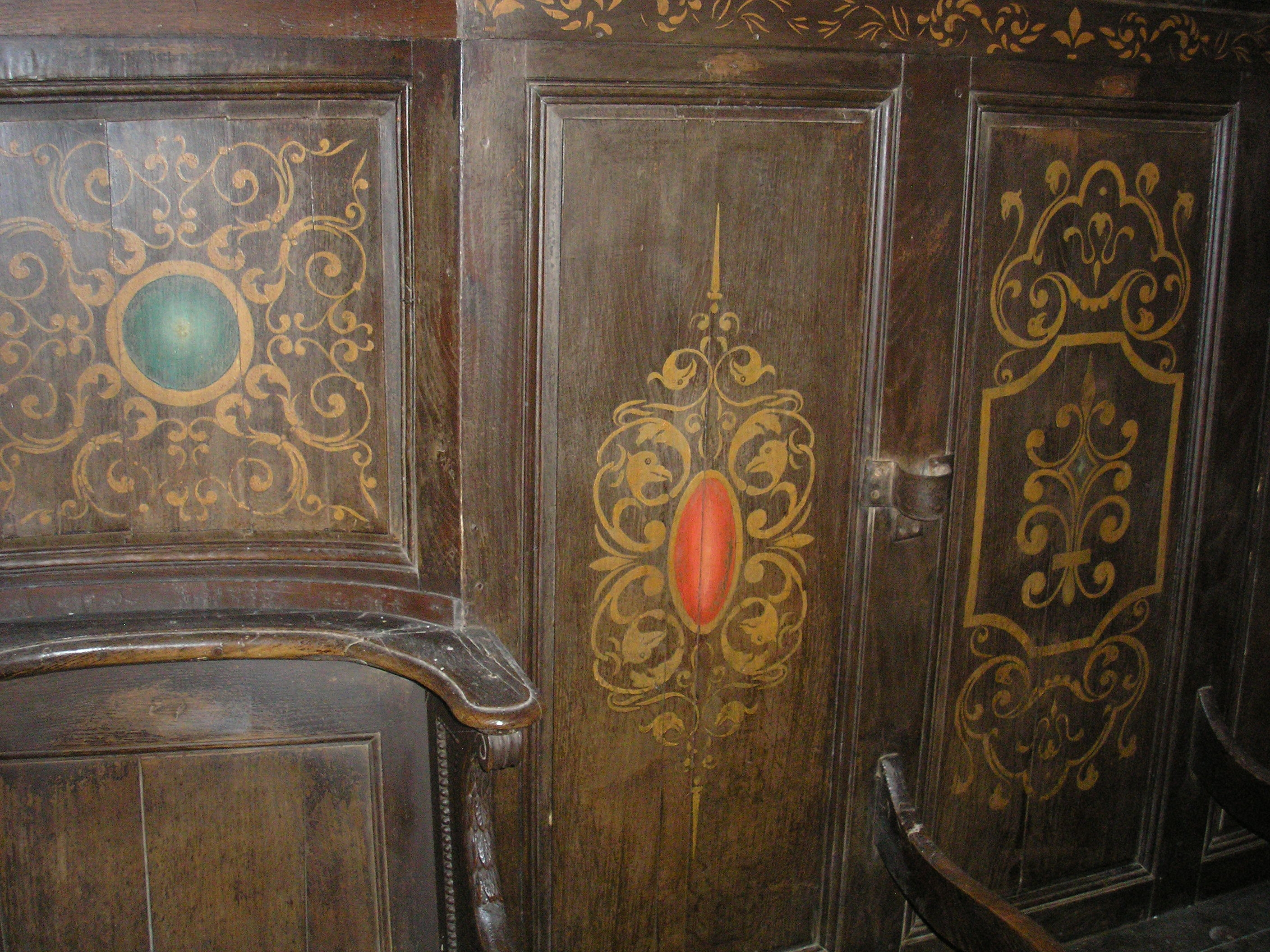
Stalles du XVIIIe

Un certain nombre d'éléments du mobilier sont inscrits à l'Inventaire supplémentaire des monuments historiques :
- des tableaux du XVIIIe siècle ;
- une chaire à prêcher du XVIIIe siècle en bois de chêne ;
- une poutre de gloire ;
- des stalles du XVIIIe siècle ;
- un lutrin du XVIIIe ou du XIXe siècle ;
- un retable du XVIIIe siècle.